# 24 sata (serbische Tageszeitung)
24 sata (dt. 24 Stunden) ist eine seit Oktober 2006 in Belgrad erscheinende Tageszeitung, die kostenlos verteilt wird. Sie wird von dem Medienhaus Ringier Axel Springer d.o.o. verlegt. Mit einer Auflage von 150.000 ist sie die größte kostenlose Tageszeitung der Hauptstadt Serbiens.